# Romai-Sports
Romai-Sports ist eine 2012 in den Vereinigten Arabischen Emiraten gegründete Firma, die Sportkleidung vertreibt. Romai-Sports stattet mehrere Sportteams in den Sportarten Fußball und Futsal aus, darunter auch Fußballnationalmannschaften aus.

## Vertrieb
Romai-Sports vertreibt eigene T-Shirts und Sportbekleidung. Die Trikots und anderen Kleidungsstücke werden an zahlreiche Vereine und mehrere Nationalmannschaften vertrieben.

## Geschichte
Im Juli 2012 gründete Khamis Al-Rumaithy die Firma, die damit die erste ihrer Art in den Vereinigten Arabischen Emiraten war. Noch im selben Jahr wurde der erste Sponsorenvertrag mit dem Al Wasl Club eingegangen, der ein Jahr währte. Darauf folgten mehrere Verträge mit Nationalmannschaften, darunter:
- die Fußballnationalmannschaft von Bahrain (seit 2014)
- die Fußballnationalmannschaft von Jamaika (2015–2018)[2]
- die Fußballnationalmannschaft des Senegal (2017)
- die Fußballnationalmannschaft von Palästina (seit 2018)

Der Vertrag mit Jamaika umfasst außerdem auch alle anderen jamaikanischen Nationalmannschaften.
Darauf folgten auch Verträge mit Vereinen. Romai-Sport ist der Ausstatter aller Vereine der Bahraini Premier League sowie von den saudi-arabischen Clubs Al-Shabab und Al-Fateh. Auch die Futsal-Nationalmannschaft der Vereinigten Arabischen Emirate wurde von Romai-Sport ausgestattet.

## Sonstiges
Die Trikots für die jamaikanischen Nationalmannschaften wurden von Cedella Marley designt.